# Za Torem (Rykoszyn)
Za Torem – część wsi Rykoszyn w Polsce położona w województwie świętokrzyskim, w powiecie kieleckim, w gminie Piekoszów. 
W latach 1975–1998 Za Torem administracyjnie należało do województwa kieleckiego.